# Биказ Кеј (Њамц)
Биказ Кеј (рум. Bicaz Chei) насеље је у Румунији у округу Њамц у општини Биказ Кеј. Oпштина се налази на надморској висини од 834 m.

## Становништво
Према подацима из 2011. године у насељу је живело 4618 становника.